# Hoplopholcus patrizii
Hoplopholcus patrizii är en spindelart som först beskrevs av Roewer 1962.  Hoplopholcus patrizii ingår i släktet Hoplopholcus och familjen dallerspindlar.
Artens utbredningsområde är Turkiet. Inga underarter finns listade i Catalogue of Life.